# Israel en los Juegos Olímpicos de Barcelona 1992
Israel estuvo representado en los Juegos Olímpicos de Barcelona 1992 por un total de 30 deportistas, 25 hombres y 5 mujeres, que compitieron en 10 deportes.
El portador de la bandera en la ceremonia de apertura fue el regatista Eldad Amir.

## Medallistas
El equipo olímpico israelí obtuvo las siguientes medallas:
| Nombre      | Deporte | Competición |
| ----------- | ------- | ----------- |
| Oro         |         |             |
| —           |         |             |
| Plata       |         |             |
| Yael Arad   | Judo    | –61 kg F    |
| Bronce      |         |             |
| Oren Smadja | Judo    | –71 kg M    |